# Meret
Meret ist ein weiblicher Vorname und Familienname.

## Herkunft und Bedeutung
Beim Namen Meret handelt es sich um eine friesische Kurzform von Merete, eine samische Form von Märet oder eine schweizerdeutsche Kurzform von Emerentia.

## Verbreitung
Der Name Meret ist in erster Linie in der Schweiz verbreitet. Stand 2021 leben dort 1170 Frauen mit dem Vornamen Meret. Insbesondere in den 1990er und 2000er Jahren wurde er vergeben. Im Jahr 2021 belegte der Name Rang 884 der Vornamenscharts.
In Deutschland wird der Name selten vergeben. Zwischen 2006 und 2018 wurde er nur etwa 230 Mal als erster Vorname gewählt.

## Varianten
Für Varianten: siehe Margarete#Varianten

## Namensträgerinnen

### Vorname
- Meret Barz (* 1960), Schweizer Künstlerin, Regisseurin und Produzentin
- Meret Becker (* 1969), deutsche Sängerin und Schauspielerin
- Meret Burger (* 1975), deutsche Filmregisseurin und Produzentin
- Meret Engelhardt (* 1988), österreichische Schauspielerin
- Meret Felde (* 1999), deutsche Fußballspielerin
- Meret Forster (* 1975), deutsche Musikredakteurin
- Meret Lüthi (* 1977 oder 1978), Schweizer klassische Violinistin und Konzertmeisterin
- Meret Matter (* 1965), Schweizer Theaterregisseurin
- Meret Oppenheim (1913–1985), deutsch-schweizerische surrealistische Künstlerin
- Meret Ossenkopp (* 1998), deutsche Handballspielerin
- Meret Schindler (* 1986), Schweizer Politikerin
- Meret Schneider (* 1992), Schweizer Politikerin
- Meret Strothmann (* 1963), deutsche Althistorikerin

Pseudonyme
- Meret Ammon (* 1963), deutsche Autorin

### Familienname
- Alex Meret (* 1997), italienischer Fußballspieler